# Parmaturus lanatus
Parmaturus lanatus és una espècie de peix de la família dels esciliorrínids i de l'ordre dels carcariniformes.

## Morfologia
- Els mascles poden assolir 36 cm de longitud total.[5]

## Hàbitat
És un peix marí que viu entre 840-855 m de fondària.

## Distribució geogràfica
Es troba a Indonèsia.